# Uku Jürjendal
Uku Jürjendal is een in Estland geboren kickbokser die uitkomt in de klasse zwaargewicht. Hij staat onder contract bij Glory. Hij heeft driemaal gewonnen, allen met winst door technische knock-out, en tweemaal verloren, beide na unanieme beslissing.

## Carrière
In februari 2023 maakte Jürjendal zijn debuut voor Glory in de verloren wedstrijd Glory 83 in Essen waarin hij tegenover Nabil Khachab stond. Op 19 augustus 2023 nam Jürjendal in Ahoy deel aan het viermanstoernooi Glory 87. In de halve finale won hij van de Nederlandse Martin Terpstra en in de finale verloor hij van de Azerbeidzjaanse Bahram Rajabzadeh. Op 7 oktober 2023 vocht hij in Bulgarije tegen Badr Hari, van wie hij won in ronde 2 wegens een technische knock-out.